# Лотаринзький залізорудний басейн

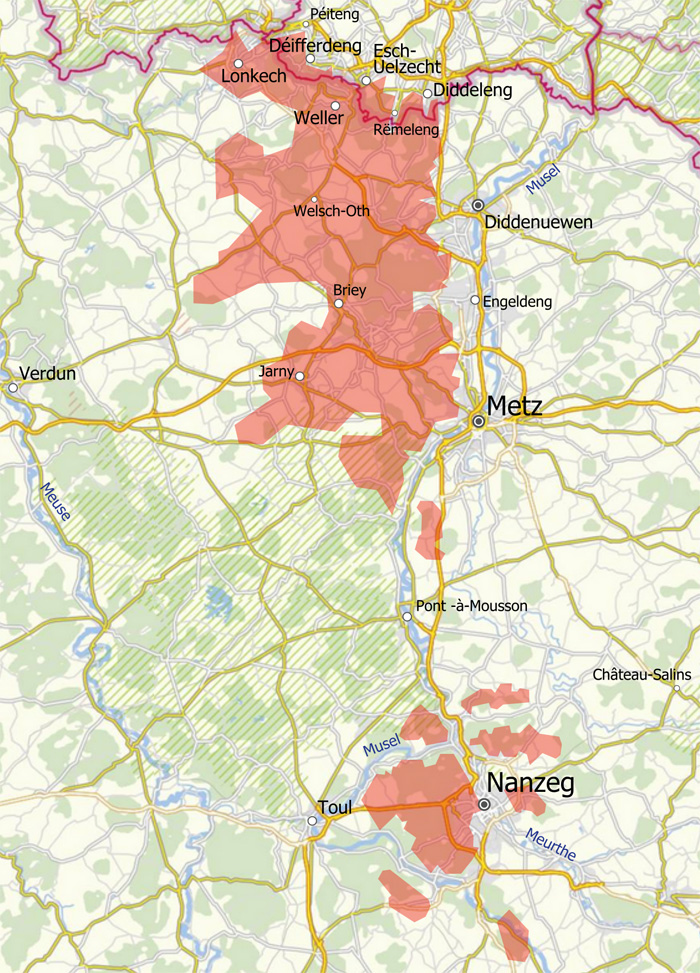
Карта Лотаринзького залізорудного басейну.

Лотаринзький залізорудний басейн — найбільший у Західній Європі залізорудний район у Франції, Бельгії, Німеччині та Люксембурзі. Центр видобутку — місто Мец, Франція.

## Характеристика
Площа 1100 км². Морського осадового походження, юрського віку. Руди оолітові гетитові. Запаси 15 млрд т. Вміст заліза невисокий — 31-32 %, до 33 %, при 0,6 — 0,8 % фосфору і 0,1 % сірки. Низький вміст заліза компенсується складом пустої породи — частина руди має осно́вну породу (15 — 22 % CaO і 6 — 12 % SiO 2 ), а частина — кислу (3 — 12 % CaO і 15 — 27 % SiO 2 ). При змішуванні цих руд виходить повністю самоплавка шихта. Значний вміст фосфору обумовлював — коли використовувалася ця руда — виплавку томасівського чавуну у Франції, Німеччині, Люксембурзі і Бельгії.

## Технологія розробки
Річний видобуток підземним способом у кінці XX століття — до 16 млн т.

## Виноски
1. ↑   Гірничий енциклопедичний словник : у 3 т. / за ред. В. С. Білецького. — Д. : Східний видавничий дім, 2004. — Т. 3. — 752 с. — ISBN 966-7804-78-X.
2. 1 2   Ефименко Г. Г., Гиммельфарб А. А., Левченко В. Е. Метталургия чугуна. Изд. 2. — К.: Вища школа, 1974. — С. 63. (рос.)